# Thorfinn Karlsefni
Torfinn Karlsevne (norrønt Þorfinnr Karlsefni, islandsk Þorfinnur Karlsefni), søn af Tord Hestehovde, var en islandsk stormand  fra Reynistað i Skagafjörður som levede omkring år 1000. Karlsevne er en central skikkelse i  Vinland-sagaerne, sagaerne om de norrøne ekspeditioner til Nordamerika er de eneste kilder til Karlsevnes liv, men da beretningerne indeholder væsensforskelle, på trods af at omhandle de samme hændelser, er det vigtig at bemærker diskrepansen mellem de to sagaer. Følgelig er det nødvendig at  Karlsevne som en litterær skikkelse baseret på en ægte person, og behandle kildematerialet derefter.
Karlsevne er hovedsagelig kendt for at skulle have ledet et af de norrøne forsøg på at bosætte sig på Vinland, stedet som i dag antages at ligge i enten Newfoundland eller Labrador.

## Vinterophold i Grønland
I både Eiríks saga rauða og Grønlændersaga beskrives Karlsevne som en rig og dygtig søfarer som kommer til Grønland i handelsforretninger. Her overvintrer han hos høvdingen Erik den Røde i Brattahlíð. De to bliver gode venner og Karlsevne beder Erik om at få lov til at gifte sig med Gudrid Torbjørnsdatter, enke efter Eriks søn Torstein Eiriksson, noget Erik godtager.

## Vinlandsekspeditionen
Under vinteropholdet på Grønland hører Karlsevne om Vinland og kommer i snak med Leif den Lykkelige, den første norrøne der sætter sine ben på Vinland. Karlsevne bestemmer sig for at lede en ekspedition dertil, med den hensigt at bosætte sig permanent der. I Grønlændernes saga er det Karlsevnes kone, Gudrid, som opildner Karlsevne til at rejse, mens det i Eiríks saga rauða  er Vinlands rygte om at det er frodig som motiverer.
En anden væsensforskel mellem sagaerne består i at det i Eiríks saga rauða fremgår at Karlsevnes ekspedition er det andet norrøne forsøg på at bosætte sig på Vinland, mens det i Grønlændersagaen fremstilles som det fjerde.
På Vinland finder Karlsevne gode forhold for både jordbrug, jagt og fiskeri, i god tråd med landets tilnavn «det gode». Her føder også Gudrid Karlsevne en søn, Snorre, som skal være den første kendte europæer der bliver født i Amerika.

## Flugten fra Vinland
Det påfølgende år møder de norrøne Vinlands indfødte. De norrøne kalder disse, i lighedt med Grønlands fastboende, for skrælinger. Arkæologiske fund tyder på at det indfødte folk beskrevet i Vinland-sagaerne kan have været baseret på både Beothuk- og Thule-folket.
Indledningsvis går forholdet mellem de norrøne og skrællingerne godt, og består af fredelig byttehandel, men efterhånden udbryder der strid. På trods af at de norrøne siger at de dræber langt flere skrællinger end de selv mister, bliver de norrøne drevet på flugt. Kort tid efter slaget beslutter Karlsevne at han ikke ønsker at blive der og drive krig, og de norrøne forlader bosætningen i det nye land.

## Efter ekspeditionen
Efter tilbagekomsten til Grønland drager Karlsevne og Gudrid til Norge hvor de sælger deres varer, overvintrer for så at rejse hjem til Island det næste forår. Her køper de gården Glaumgård som skal have ligget i det nordlige Island. En gang omkring 1025 føder Gudrid sin anden søn, Torbjørn Torfinnsson. Kort tid efter dette dør Karlsevne. Gudfrid drager siden på pilgrimsfærd til Rom, og bliver nonne da hun kommer tilbage.
Det nøjagtige sted for Karlsevnes bosætning i Nordamerika er ikke kendt, men kan have været den udgravede norrøne bosætning som Helge Ingstad påviste ved L'Anse aux Meadows i Newfoundland i Canada.
Tidlig i 1900-tallet skabte den islandske skulptør Einar Jónsson en statue af Torfinn Karlsevne som blev rejst i den amerikanske byen Philadelphia i delstaten Pennsylvania. En anden støbning af statuen blev rejst i Reykjavík i Island.